# Autonome Türkische Administration auf Zypern
Die Autonome Türkische Administration auf Zypern oder Autonome türkische Verwaltung auf Zypern war eine türkisch-zyprische Verwaltung, die bis zur Gründung des Türkischen Föderativstaats von Zypern vom 1. Oktober 1974 bis zum 13. Februar 1975 existierte. Es handelte sich um eine international nicht anerkannte Verwaltung. Verwaltungssitz war Nord-Nikosia, der nördliche Teil der geteilten ehemaligen Hauptstadt Nikosia.
Nach dem Einmarsch der Türkischen Streitkräfte am 20. Juli 1974 wurde die Autonome Türkische Administration auf Zypern als Nachfolger der Türkischen Verwaltung Zyperns gegründet. Wie in der Verwaltung existierte ein eigenes Parlament sowie ein eigenes Justizsystem. Oberhaupt war Rauf Denktaş.
Am 13. Februar 1975 stimmte das Parlament der Administration der Gründung eines Föderativstaats zu, des Türkischen Föderativstaats von Zypern. Damit wurde die Administration aufgelöst.